# Kỷ Cung công
Kỷ Cung công (chữ Hán: 杞共公; trị vì: 680 TCN-673 TCN), là vị vua thứ tám của nước Kỷ - chư hầu nhà Chu trong lịch sử Trung Quốc.
Ông là người kế tục Kỷ Tĩnh công - vua thứ 7 nước Kỷ, họ Tự. Năm 681 TCN, Kỷ Tĩnh công mất, ông lên nối ngôi vua.
Sử ký không nêu rõ các sự kiện lịch sử trong thời gian ông làm vua. Năm 673 TCN, ông mất, làm vua tất cả tám năm. Con ông là Kỷ Đức công lên nối ngôi vua.